# Рожок, Владислав Николаевич
Владисла́в Никола́евич Рожо́к (20 ноября 1953, Свердловск) — советский и российский тренер по лыжному двоеборью, занимается подготовкой спортсменов в этой дисциплине начиная с 1982 года. Тренер-преподаватель Свердловской школы-интерната спортивного профиля, екатеринбургского Училища олимпийского резерва № 1, тренер молодёжных сборных СССР и России. За подготовку ряда титулованных спортсменов удостоен звания заслуженного тренера России.

## Биография
Владислав Рожок родился 20 ноября 1953 года в Свердловске.
Работать тренером-преподавателем по лыжному двоеборью начал сразу после получения высшего физкультурного образования в 1982 году в секции Свердловского областного совета добровольного спортивного общества «Трудовые резервы». В 1987 году возглавил отделение лыжного двоеборья в Свердловской школе-интернате спортивного профиля и в течение многих лет работал здесь в должности старшего тренера. Помимо этого, в период 1990—1991 годов являлся тренером молодёжной сборной СССР по лыжному двоеборью, позже тренировал спортсменов молодёжной национальной сборной команды России. Также работал старшим тренером-преподавателем в екатеринбургском Училище олимпийского резерва № 1.
При подготовке спортсменов использовал методику обучения собственной разработки, включающую курс лекций и практические занятия. Вёл организационную работу по комплектованияю отделения лыжного двоеборья в Училище олимпийского резерва.
За долгие годы тренерской деятельности Владислав Рожок подготовил многих талантливых и титулованных двоеборцев. Уже в начале 1990-х годов его воспитанники С. Фофанов и А. Фадалеев становились призёрами и победителями всесоюзных первенств, входили в состав национальной сборной СССР. После распада Советского Союза его ученики А. Антропов, А. Рожок, А. Носков, С. Воронин, С. Цветков, М. Богомягков, А. Баров неоднократно выигрывали медали на соревнованиях всероссийского значения, были членами российской национальной команды. Один из самых известных его воспитанников — двоеборец Дмитрий Синицын, бронзовый призёр чемпионата мира, участник зимних Олимпийских игр Нагано. Помимо этого, был личным тренером двоеборца Алексея Цветкова, многократного чемпиона и призёра всероссийских первенств, участника Олимпийских игр в Солт-Лейк-Сити. За подготовку выдающихся спортсменов, добившихся успехов на международном уровне, удостоен почётного звания «Заслуженный тренер России».
Награждён нагрудным знаком «Отличник физической культуры и спорта».